# Štefan Bračok
Štefan Bračok (13. října 1919 – 6. června 2007) byl slovenský a československý politik Komunistické strany Slovenska a poúnorový poslanec Národního shromáždění ČSSR.

## Biografie
Ve volbách roku 1960 byl zvolen za KSS do Národního shromáždění ČSSR za Středoslovenský kraj. V parlamentu setrval až do konce funkčního období, tedy do voleb roku 1964.